# Grand prix Lamonica de cardiologie
Le Grand prix Lamonica de cardiologie est un prix scientifique décerné par l'Académie des sciences et la Fondation pour la recherche biomédicale (PCL) depuis 2009 ; son appellation ancienne est : prix de la Fondation pour la recherche biomédicale (PCL).
C'est un prix annuel, attribué à un scientifique, sans condition de nationalité, qui travaille dans un laboratoire français. Le prix est doté de 75 000 € ; un montant de 15 000 € est destiné au lauréat et les 60 000 € restants permettent de contribuer à la participation au financement d’une bourse,.

## Lauréats
- 2024 : Hafid Ait-Oufella, professeur des universités-praticien hospitalier, directeur de l’équipe Inserm « Mécanismes immuno-métaboliques des maladies cardiovasculaires »[3].
- 2023 : Stéphane Hatem, Professeur des universités à Sorbonne Université, praticien hospitalier de physiologie cardiovasculaire à l’hôpital de la Pitié-Salpêtrière, directeur de l’institut hospitalo-universitaire ICAN dédié aux maladies cardio-métaboliques et de l’UMRs1166[4].
- 2022 : Robert Kelly, directeur de recherche à l’Inserm, responsable de l'équipe « Contrôle génétique du développement cardiaque » à l'Institut de biologie du développement de Marseille.
- 2021 : Gervaise Loirand, directrice de recherche Inserm, Institut du thorax de Nantes.
- 2019 : Jean-François Arnal, professeur des universités à l’UT3 Paul Sabatier, praticien hospitalier de physiologie au CHU de Toulouse, chef d'équipe à l'Institut des maladies métaboliques et cardiovasculaires à Toulouse.
- 2018 : Florent Soubrier, professeur à l’université Paris VI, praticien hospitalier au groupe hospitalier Pitié-Salpêtrière, chef du département de génétique du GH Pitié-Salpêtrière à Paris
- 2016 : Rodolphe Fischmeister, directeur de recherche à l’Inserm, directeur du laboratoire de signalisation et de physiopathologie cardiaque à Chatenay-Malabry et l’Institut Paris-Saclay d’innovation thérapeutique.
- 2015 : Jean-Baptiste Michel, directeur de recherche émérite à l’Inserm.
- 2014 : Jacques Barhanin, directeur de recherche au CNRS, directeur du Laboratoire de physiomédecine moléculaire à la Faculté de médecine à Nice.
- 2013 : Xavier Jouven
- 2012 : Ziad Mallat et Alain Tedgui
- 2011 : Pierre Jaïs
- 2010 : Philippe Ménasché